# Léonin
Léonin (Magister Leoninus) (1135 circa – 1201 circa) è stato un compositore francese, appartenente alla celebre Scuola di Notre-Dame a Parigi, dove ebbe la carica di maestro di coro.

## Biografia

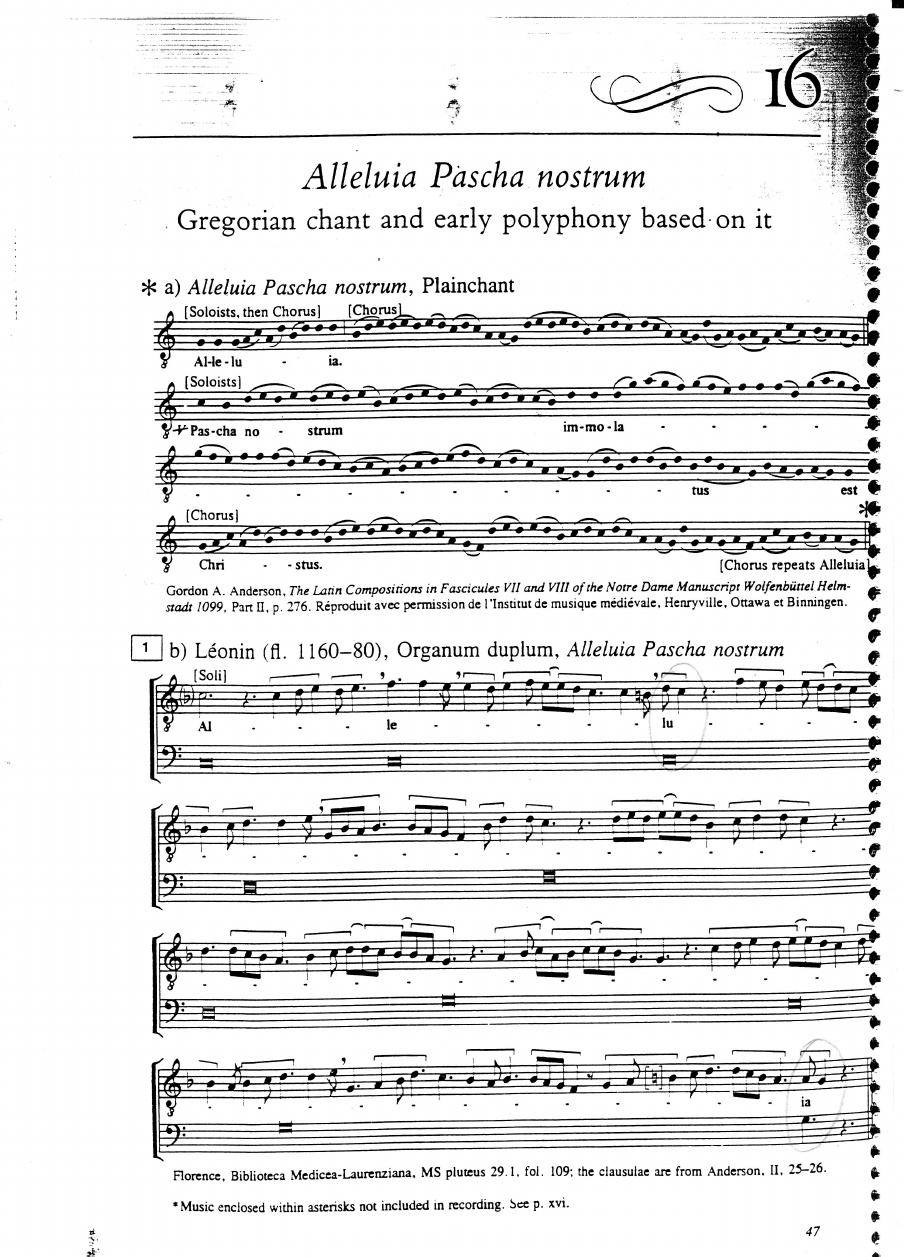
Alleluia Pascha nostrum: canto gregoriano e, basato su di esso, organum di Léonin

Léonin fu considerato optimus organista (ossia "il più grande autore di organa").
Raccolse composizioni musicali per la messa nel Magnus Liber Organi de Gradali et Antiphonario ("Grande libro dell'organum estratto dal Graduale e dall'Antifonario"), del quale si sono conservati numerosi manoscritti, tra i quali quello alla Biblioteca Medicea Laurenziana di Firenze.
Sviluppò la polifonia occidentale nella sua fase iniziale introducendo l'organum duplum, ossia lo svolgimento parallelo di due melodie e ritmi diversi da parte della voce superiore (duplum) e di quella inferiore (tenor) in alcune sezioni (clausola) degli organa.
Il manoscritto comprende solo organa a due voci, organa pura, scritti per la Scuola di Notre-Dame. (1160 circa).
La struttura ritmica di questi organa è spesso, ma non sempre, definita secondo i modi ritmici di origine trovadorica.
Alcune volte l'andamento è libero, affine ancora al gregoriano, su cui si fonda sempre del resto la melodia del tenor.